# خالد بلعید (بازیکن والیبال)
خالد بلعید (انگلیسی: Khaled Belaïd؛ زادهٔ ۳۰ دسامبر ۱۹۷۳) بازیکن والیبال اهل تونس بود.